# 기리시마정
기리시마정(일본어: 霧島町)은 일본 가고시마현 중앙부에 있던 정으로  아이라군에 속했다. 
2005년 11월 7일, 고쿠부시 및 5정과 합병해 기리시마시가 되어, 소멸하였다.

## 지리
가고시마현(낙도 제외)의 중앙부에 위치하며, 동서 9.1km, 남북 16.5km의 길이를 가지고 있다. 기리시마 화산군에 속해 있어 표고는 240m에서 1,500m에 이르는 고지대이다.

## 역사
- 1889년 4월 1일 - 정촌제 시행에 수반해 히가시소노야마촌이 성립하였다.
- 1935년 7월 10일 - 기리시마촌이 개칭되었다.
- 1958년 11월 3일 - 정으로 승격해 기리시마정이 되었다.

## 교통

### 철도
- 규슈 여객철도
  - 닛포 본선

### 도로
- 규슈 자동차도
- 국도 제223호선

## 참고 문헌
- 角川日本地名大辞典編纂委員会,『角川日本地名大辞典 鹿児島県』1983, 角川書店